# Autopista Dalton

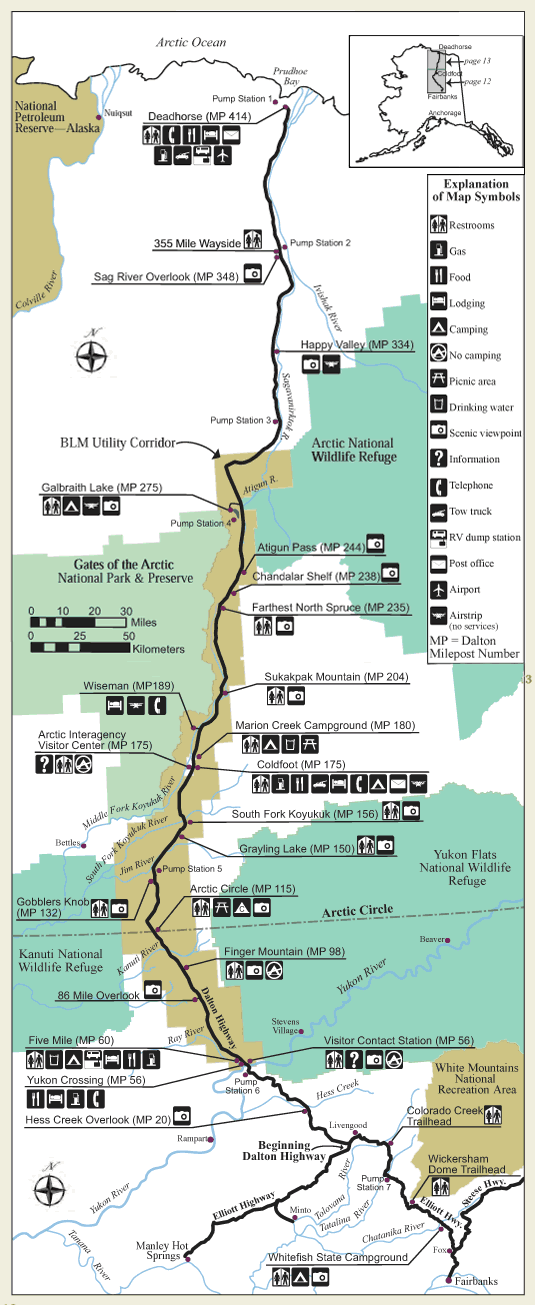
Mapa sinóptico

La autopista Dalton (oficialmente como la Ruta 11) y conocida en inglés como James W. Dalton Highway es una carretera estatal ubicada en el estado de Alaska. La autopista inicia en el Sur en la autopista Elliott en Livengood hacia el Norte en el borough de North Slope cerca de Deadhorse y con servicio extendido hacia la Bahía Prudhoe. La autopista tiene una longitud de 666 km (414 mi). La autopista Dalton no está cerrada en invierno.

## Mantenimiento
Al igual que las carreteras estatales, las carreteras federales, la autopista Dalton es administrada y mantenida por el Departamento de Transporte y Servicios Públicos de Alaska por sus siglas en inglés DOT&PF.

## Galería

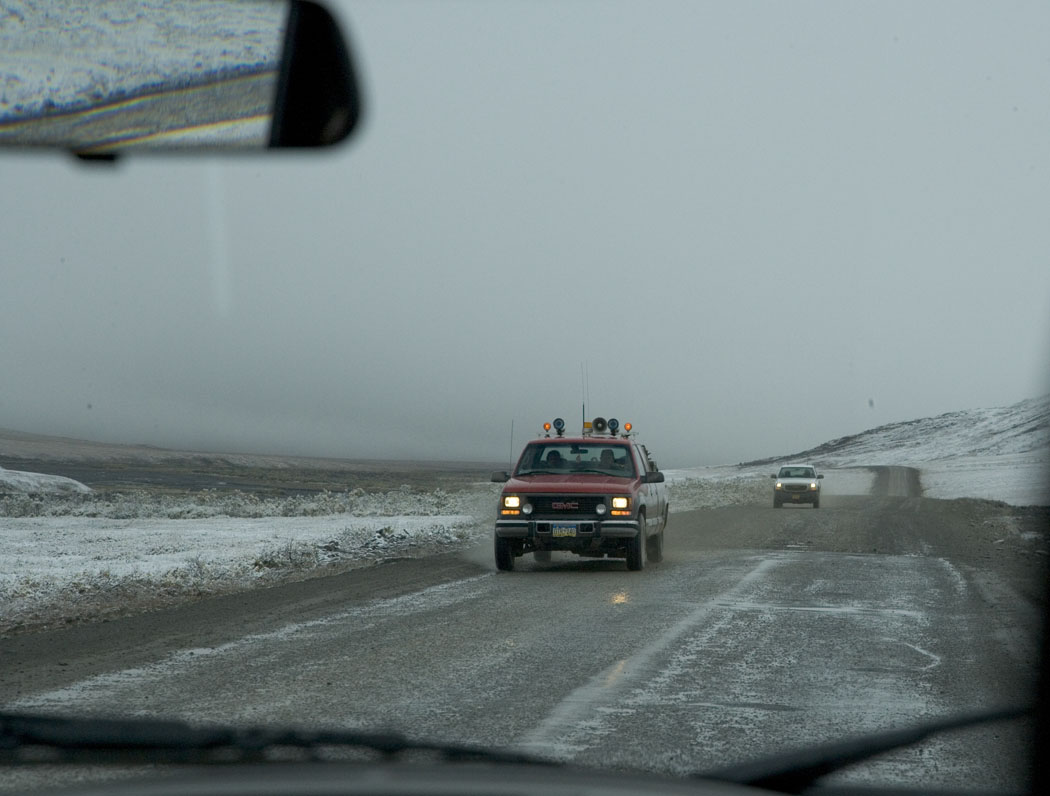
Tormenta de nieve en invierno
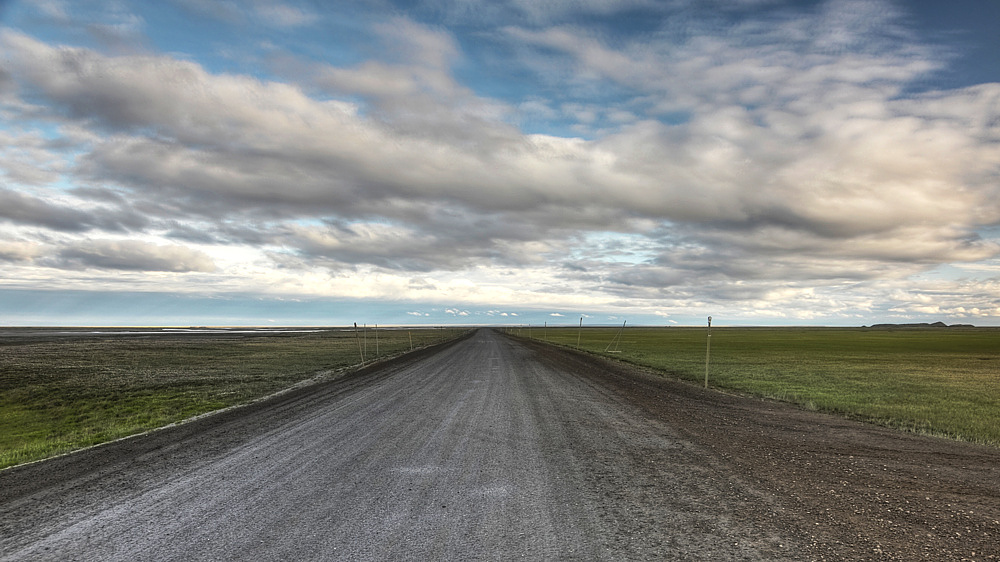
Hacia Deadhorse